# Erythrodiplax lygaea
Erythrodiplax lygaea – gatunek ważki z rodziny ważkowatych (Libellulidae). Występuje na terenie Ameryki Południowej.